# Trichopilia suavis
Trichopilia suavis är en orkidéart som beskrevs av John Lindley och Joseph Paxton. Trichopilia suavis ingår i släktet Trichopilia och familjen orkidéer. Inga underarter finns listade i Catalogue of Life.

## Bildgalleri

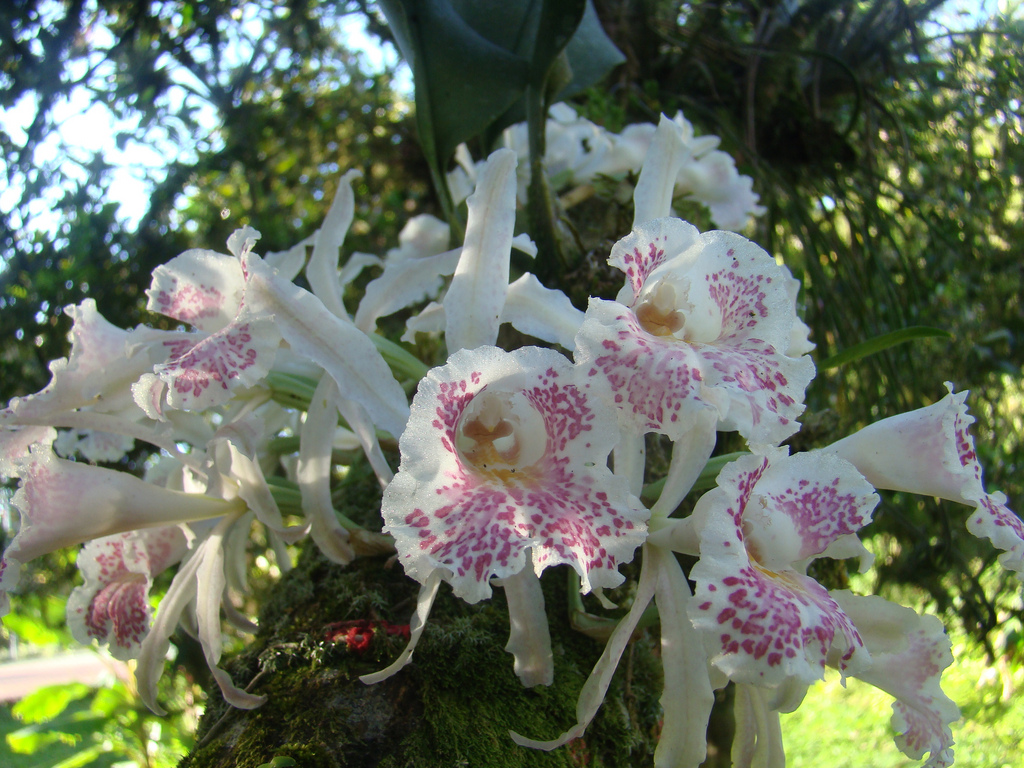
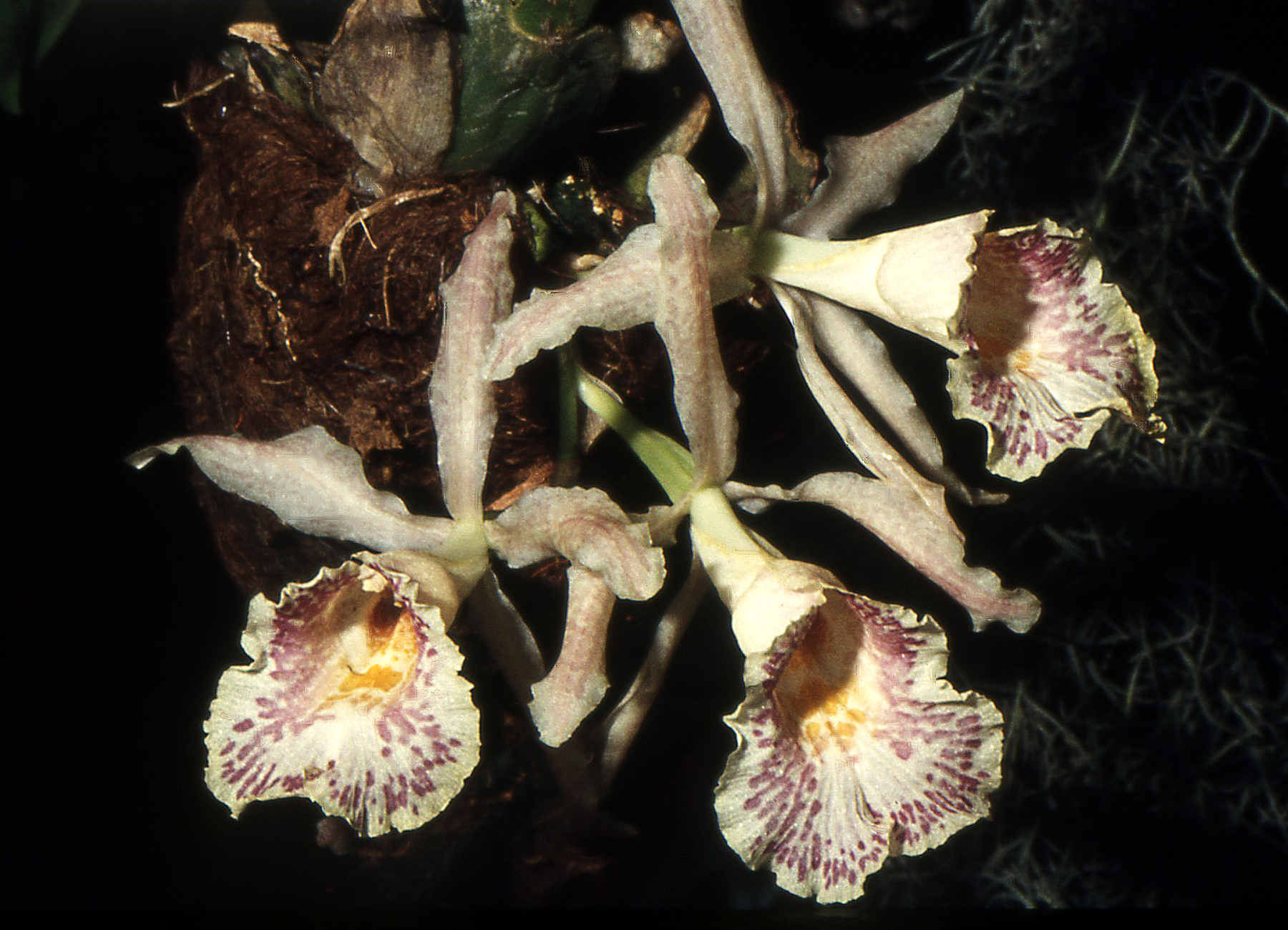
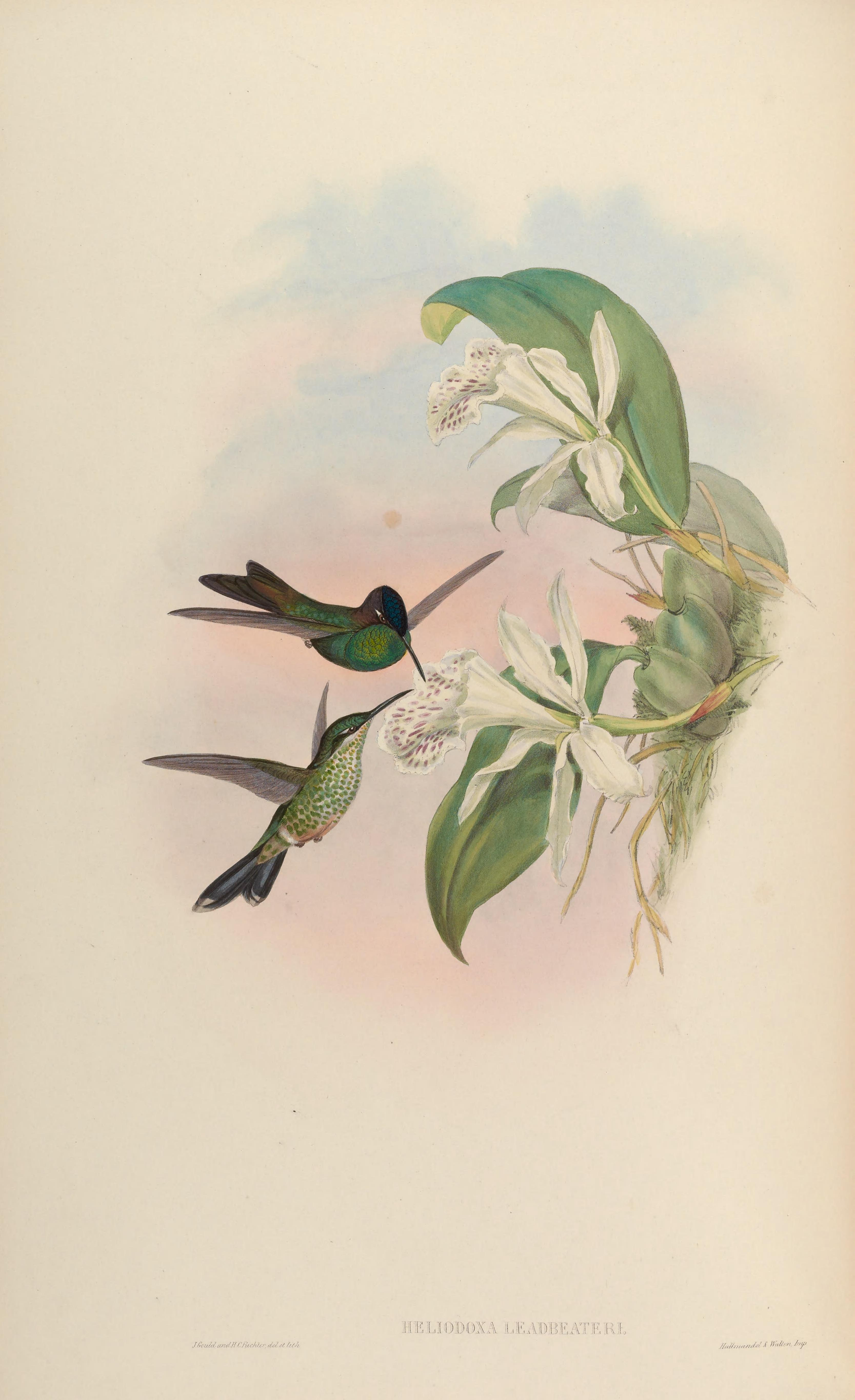
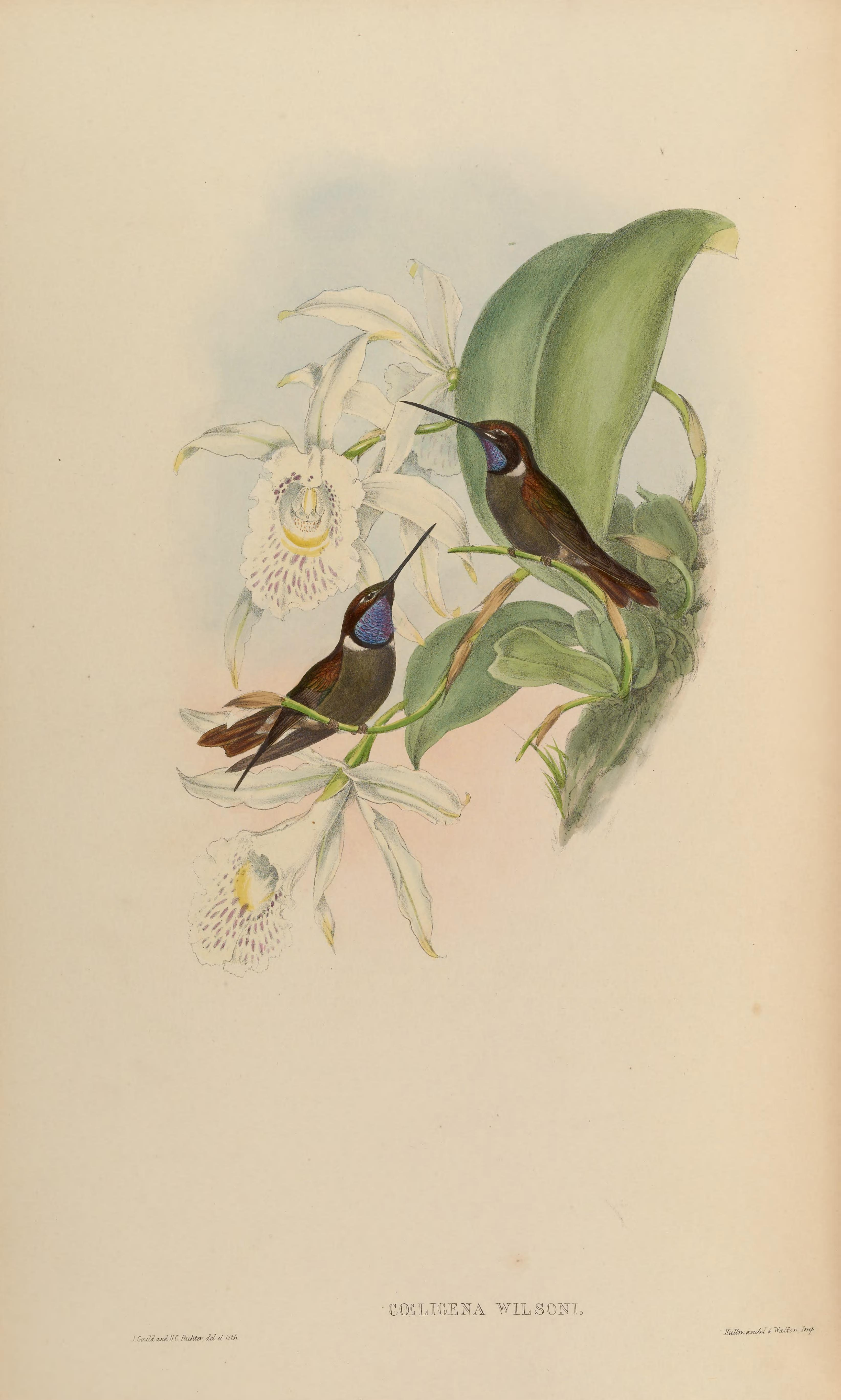
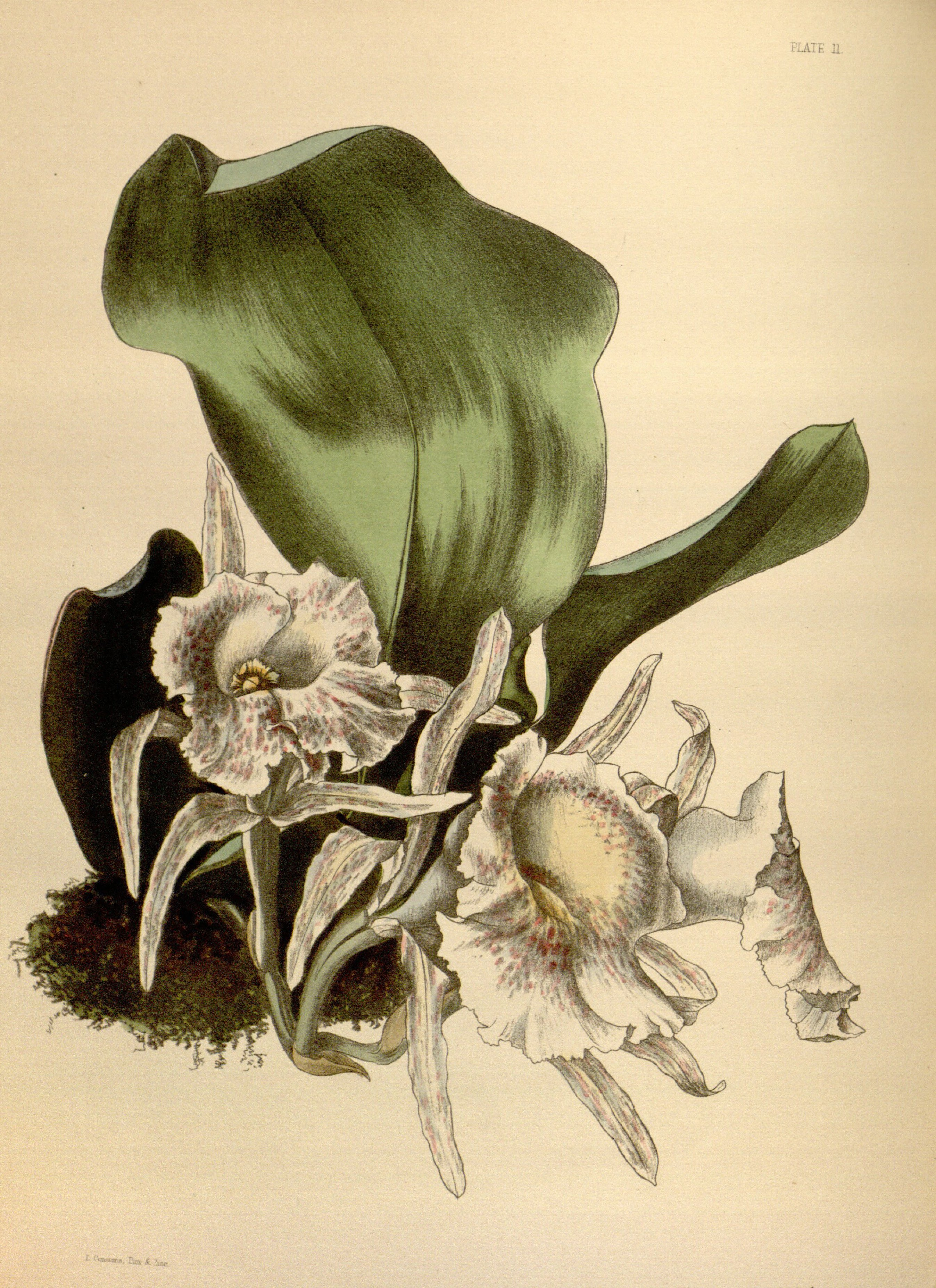
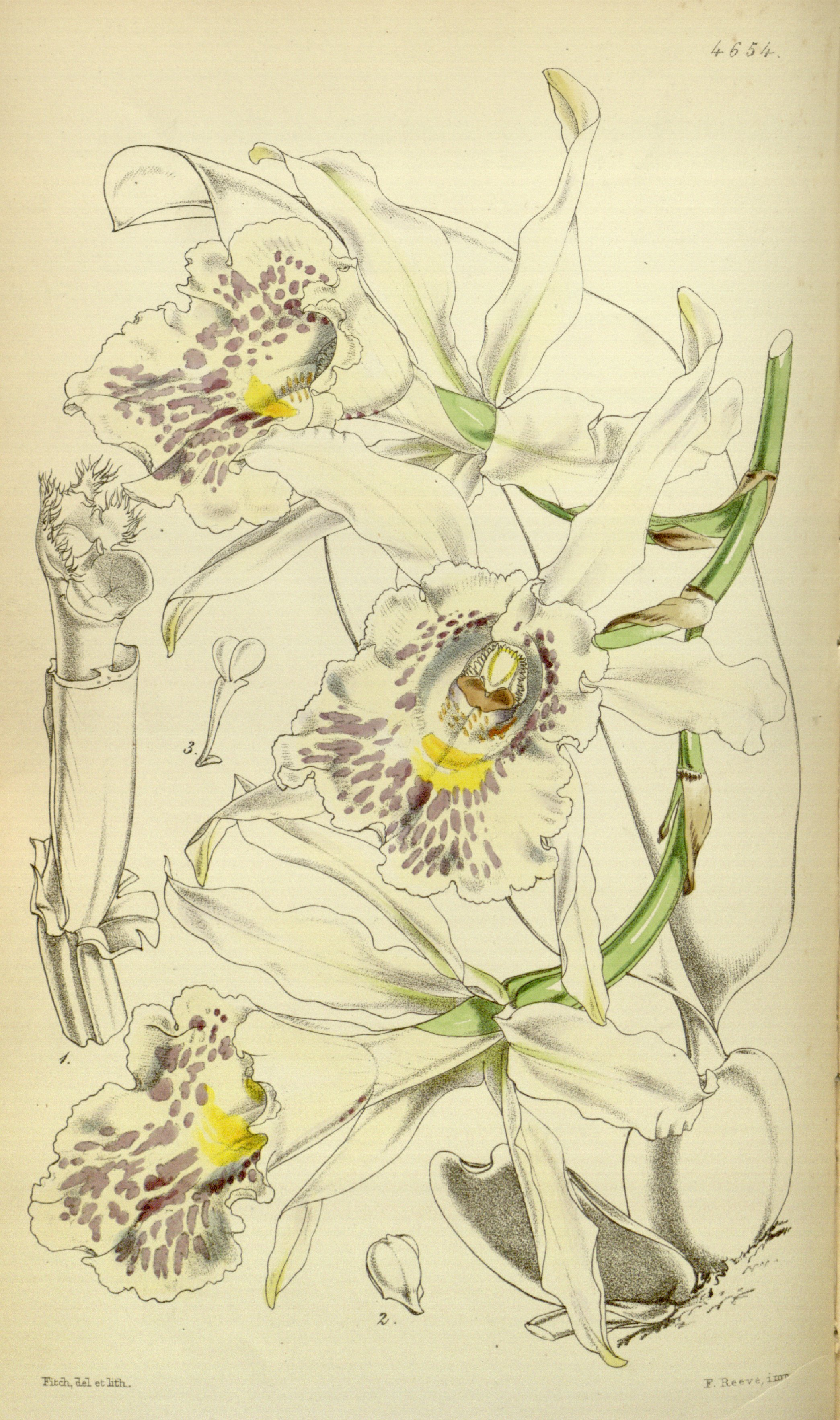